# Pieter de Hooch

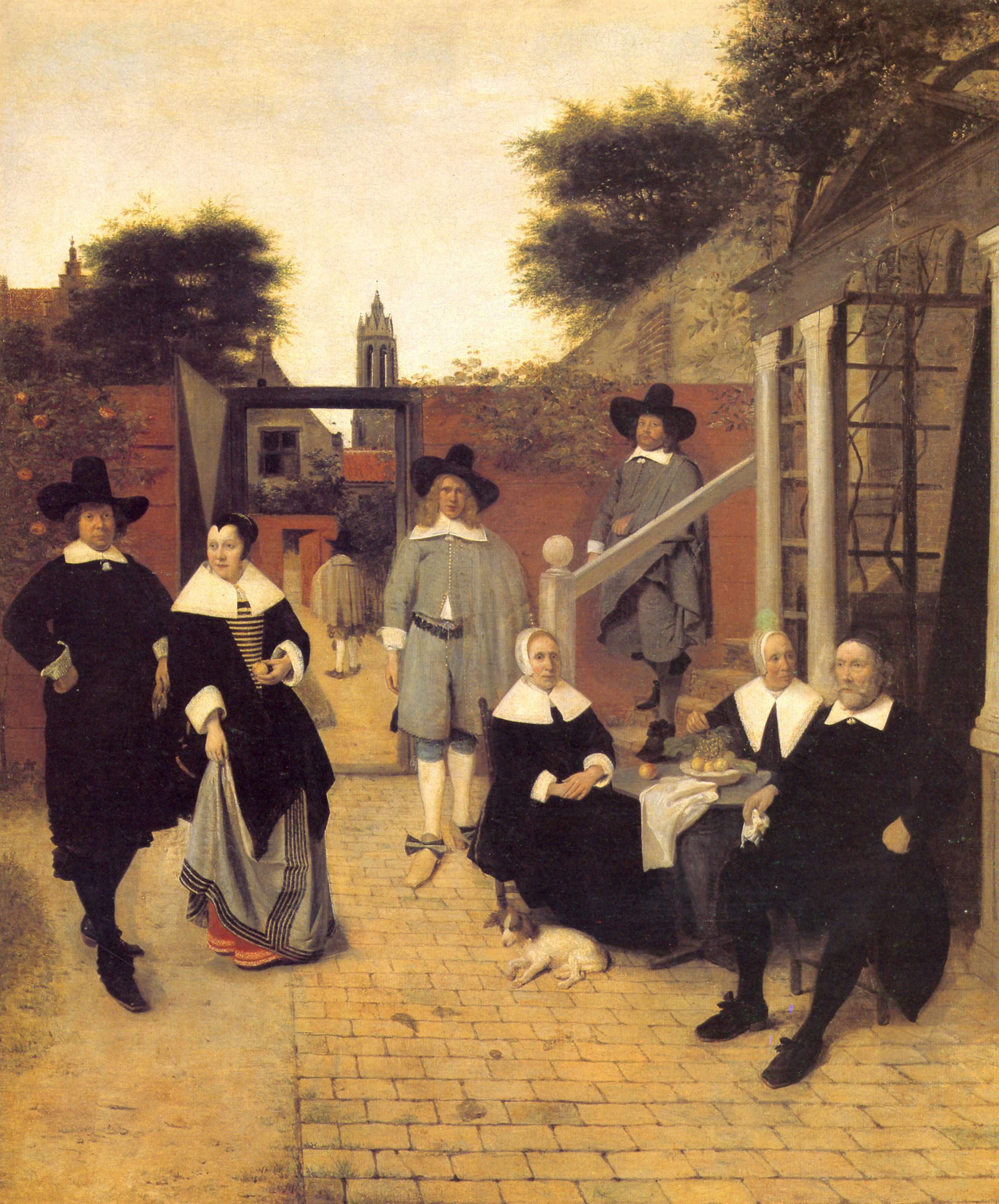
Familia holandesa, por de Hooch, 1662.

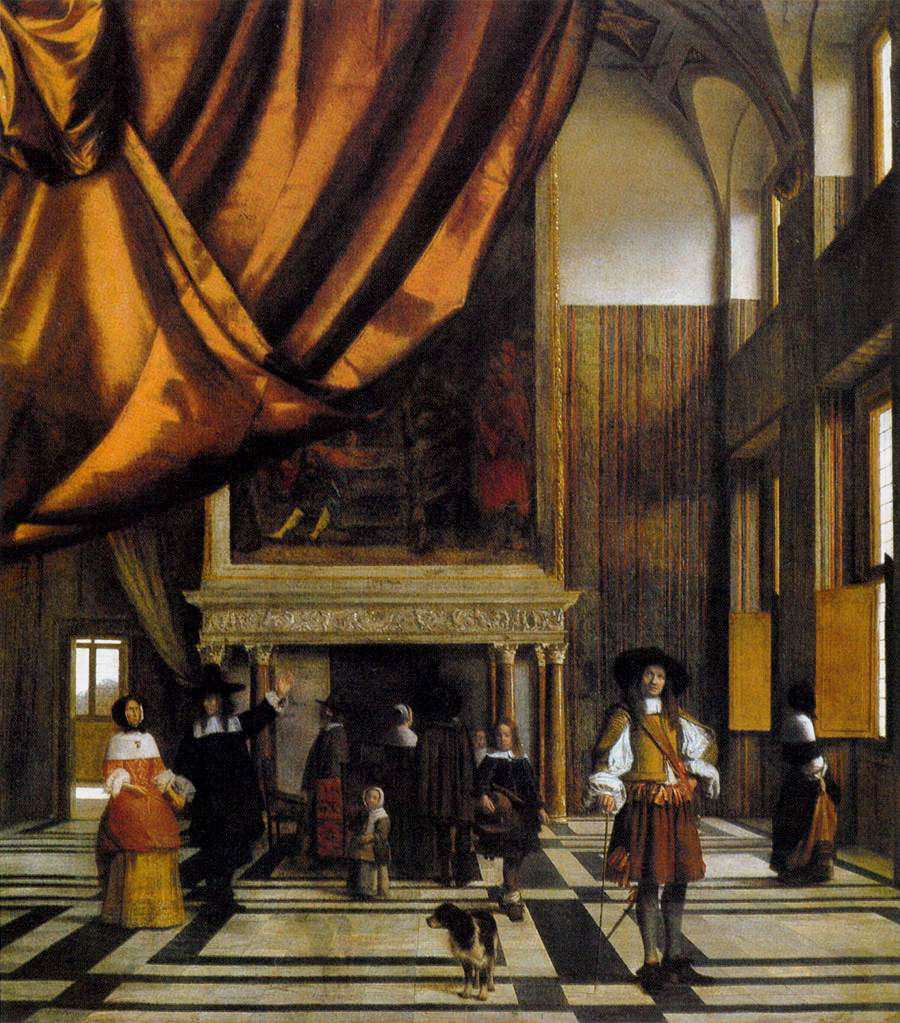
La sala del concejo del ayuntamiento de Ámsterdam. Museo Thyssen-Bornemisza, Madrid.

Pieter Hendricksz. de Hooch (Róterdam, bautizado el 20 de diciembre de 1629-Ámsterdam, después de 1679) fue un pintor barroco del llamado Siglo de Oro neerlandés. Su apellido también puede verse escrito como Hoogh y Hooghe. Formó parte de los llamados "maestros clásicos neerlandeses” y considerado uno de los principales maestros de la pintura de género.

## Biografía

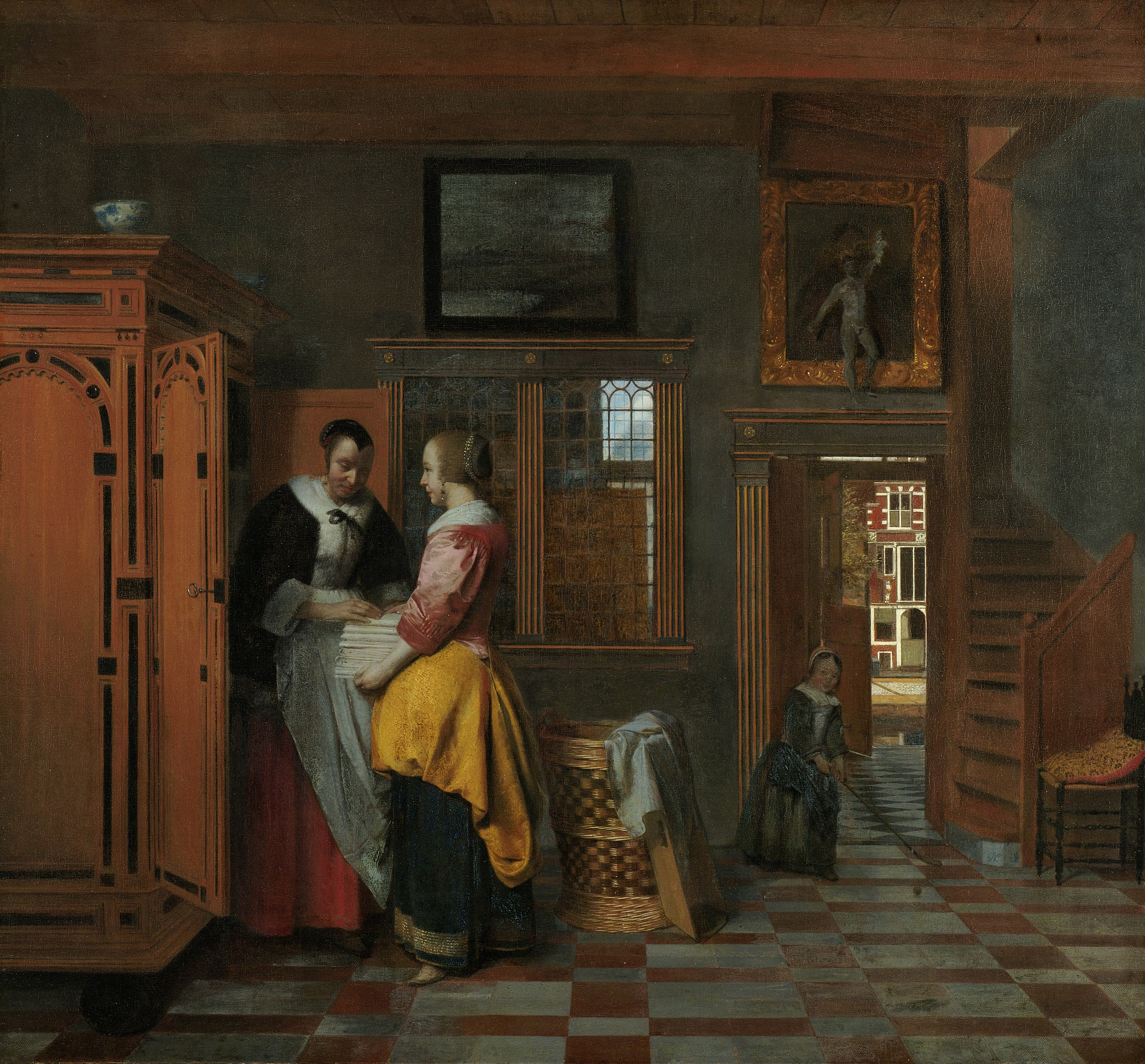
El armario de la ropa blanca. Museo Nacional, Ámsterdam.

De Hooch fue hijo de Hendrick Hendricksz de Hooch, de profesión albañil, y Annetge Pieters, comadrona, que se casaron en Róterdam el 19 de enero de 1629. Fue el mayor de cinco hijos y sobrevivió a todos sus hermanos. Según Arnold Houbraken (1660-1719) estuvo en Haarlem aproximadamente entre 1645 y 1647, donde fue alumno del pintor paisajista Nicolaes Berchem (1620-1686) junto a Jacob Ochtervelt (1634-1682). Su trabajo, sin embargo, no muestra ningún parentesco estilístico con el último.
Fleischer, por el contrario, apoya la hipótesis de que fuese discípulo en Róterdam de Ludolf de Jongh (1616 - 1679), lo que parece plausible dadas las similitudes de estilo entre las primeras obras de De Hooch y los logros de Ludolf de Jongh.
Fue uno de los principales maestros de la pintura de género. Influido por Rembrandt (1606–1669), su estilo se caracteriza por el refinamiento lírico de la composición pictórica y por una gran maestría en cuanto a la profundidad espacial. Ejemplo de su arte es El armario de la ropa blanca (1663) en el Rijksmuseum de Ámsterdam.
La primera fuente que menciona a de Hooch como residente en Delft data de agosto de 1652, él y Hendrick van der Burgh, en cuyo taller trabajaba possiblemente desde algún tiempo antes, son mencionados como testigos en la apertura de un testamento. En Delft, trabajó principalmente para un rico comerciante de lino y coleccionista de arte llamado Justus de la Grange, que en 1655 tenía por lo menos once obras del pintor y, a continuación, también llevó a cabo actividades en relación con el comercio de la Grange. Su servicio para el mercader le exigía acompañarle en sus viajes por La Haya, Leiden, y Delft, a donde con el tiempo se trasladó. Es muy probable que de Hooch entregara la mayor parte de sus obras a la Grange durante este periodo a cambio de mantenimiento y otros beneficios, lo que era un arreglo comercial usual para pintores en esta época.
En Delft se casó en mayo de 1654 con Janneken van der Burgh, la hermana de Hendrick van der Burgh, con quien tuvo siete hijos.
Se convirtió en miembro de la cofradía de pintores de San Lucas en 1655. Estando en Delft, se cree que aprendió de los pintores Carel Fabritius (1622-1654) y Nicolaes Maes (1634-1693), que fueron de los primeros miembros de la escuela de Delft. En esta ciudad entró en contacto con Johannes Vermeer (1632-1675), con quien compartía su amor a la pintura. A diferencia del maestro de Delft, que prefería representar la humanidad de las escenas íntimas, De Hooch representa con precisión el contexto cultural y social. A este respecto, su obra es un testimonio precioso de la sociedad holandesa del siglo XVII.
Alrededor de 1658, el estilo de Pieter de Hooch evolucionó hacia una mayor claridad, y sus representaciones se hicieron más atmosféricas y, gracias a la utilización de la perspectiva, también ganó en profundidad.
Se trasladó a Ámsterdam sobre el año 1661, donde bautizó a una de sus hijas -Diewertje- en la Westerkerk ("Iglesia del Oeste") el 15 de abril de 1661.
A pesar de los muchos clientes que tuvo, probablemente, vivió sus primeros años en Ámsterdam, en un barrio pobre. Ya en 1668, se trasladó a un barrio mejor, pero nunca fue lo suficientemente rico para comprar una casa propia. Poco se sabe de sus últimos años de vida y a menudo se le confunde con su hijo Pieter Pietersz. de Hooch, que parece haber sido su aprendiz.

## Estilo

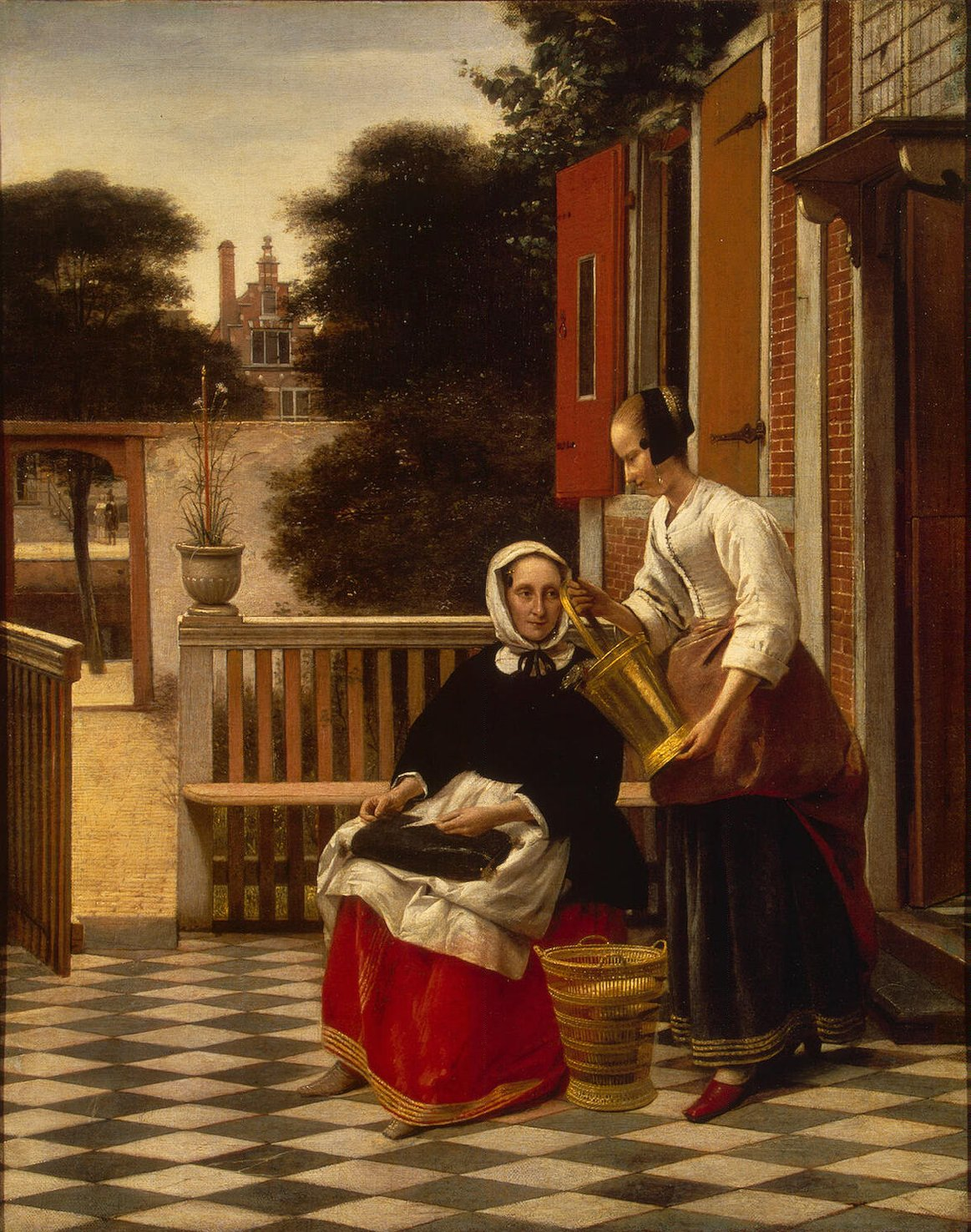
Señora y sirvienta con un cubo, Museo del Hermitage, San Petersburgo.

Las obras de Pieter de Hooch pertenecen al grupo de pinturas de género y, a menudo, alcanzaron precios altos. Generalmente pintó escenas en interiores de las casas urbanas neerlandesas, donde se centra principalmente en la iluminación y la perspectiva. Se limitaba principalmente a los personajes, a los que mostraba pacíficos, y menos al tema. Las pinturas normalmente representaban dos o más salas contiguas, con un tratamiento realista de la perspectiva en sucesivos planos.
Al principio de su carrera, de Hooch, al igual que muchos pintores jóvenes en su día, pintó especialmente escenas de soldados y campesinos en establos y tabernas, y paisajes con jinetes y arqueros, pero es obvio que no es tanto por los temas sino por el desarrollo de su tratamiento de la luz, el color y la perspectiva. Después de su llegada a Delft, empezó a realizar las escenas de género con personajes comiendo, bebiendo y tocando música.
Después de crear su familia a mediados de la década de 1650, se centró en la representación de escenas domésticas y retratos familiares. Su trabajo mostró la sagaz observación de los detalles triviales de la vida cotidiana y al mismo tiempo funcionando como cuentos morales bien ordenados. Estas pinturas a menudo exhiben un sofisticado y delicado tratamiento de la luz, similar al de Vermeer, que también vivió en Delft, al mismo tiempo que de Hooch. Más tarde, a partir de 1658, Pieter de Hooch realizó principalmente interiores del siglo de oro, con personajes principalmente femeninos. Estas obras, en las que pintó casi sistemáticamente suelos de baldosas, son tan sorprendentemente realistas que permiten observar su evidente dominio de las líneas de perspectiva. La profundidad de la pintura suele estar reforzada por una vista exterior – un patio, un jardín, u otra habitación de la casa - que siempre está tan detallada como el escenario principal de la pintura.
Aunque comenzó a pintar para clientes más ricos en Ámsterdam en la década de 1660, vivió en las zonas más pobres de la ciudad. Alrededor de este tiempo, la obra de Hooch adquiere un estilo más tosco y de colores oscuros, y sus escenas domésticas en interiores sencillos de clase media fueron reemplazadas por interiores más opulentos en salas palaciegas y ricas villas campestres. La mayoría de los estudiosos creen que la labor de Hooch después de alrededor de 1670 se hizo más estilizada y su calidad se deterioró. Se ha conjeturado que esto se debió en parte al declive de su salud debido a la angustia que le provocó la muerte de su esposa en 1667 con 38 años, dejándolo con varios hijos pequeños.
Las representaciones de interiores pacíficos eran populares en el siglo de oro, lo que puede explicarse por el hecho de que la Guerra de los Ochenta Años (1568-1648) acababa de terminar y se aspiraba a la paz y la tranquilidad.
En las pinturas con mujeres trabajando, Pieter de Hooch idealizó la vida doméstica holandesa, las virtudes simples, la eficaz administración del hogar y la buena educación de los niños. Así, Jacob Cats (1577-1660) se refirió a la pintura Tarea maternal, que representa una madre despiojando a su hija, en un poema: «Kam, kam u menigmaal, en niet het haar alleen, maar ook dat binnen schuilt, tot aan het innig been» («Peine, peine usted muchas veces, no sólo el cabello, si no también dentro del escondrijo, hasta el interior del hueso»), lo que significa que no solo tiene que tratar y limpiar su cabello, sino también su alma.
Pieter de Hooch utilizó una paleta de colores cálidos con bastante rojo y muchos tonos de rojo-marrón.

## Influencias
El nombre de Pieter de Hooch es citado a menudo asociado al de Vermeer. No está claro cuál de los dos influyó al otro, y probablemente la influencia fue recíproca. Las obras de ambos, aunque a menudo se centran en mujeres realizando tareas domésticas, son muy diferentes. Las pinturas de Pieter de Hooch casi siempre contienen una vista secundaria del exterior, mientras que Vermeer se limita a representar una ventana que permite la entrada de luz desde la izquierda. Vermeer prefería representar la humanidad de las escenas íntimas, y las pintaba con una extrema dulzura, lo que hace que las mujeres representadas muestren un particular encanto, vivo, y casi accesible. De Hooch, por el contrario, se centra sobre todo en la precisión del contexto cultural y social y, como tal, su trabajo es un valioso testimonio sobre la sociedad holandesa del siglo XVII.
Otros pintores que se citan también entre las influencias de De Hooch son: Jan Steen (1625/6 - 1679), su contemporáneo - sin embargo, lo que los diferencia es que los interiores de De Hooch están siempre impecablemente limpios y bien cuidados - y, para su primer período, Rembrandt (1606-1669), Carel Fabritius y Nicolaes Maes y, posteriormente, Gerard ter Borch (1617-1681) también.

## Obras

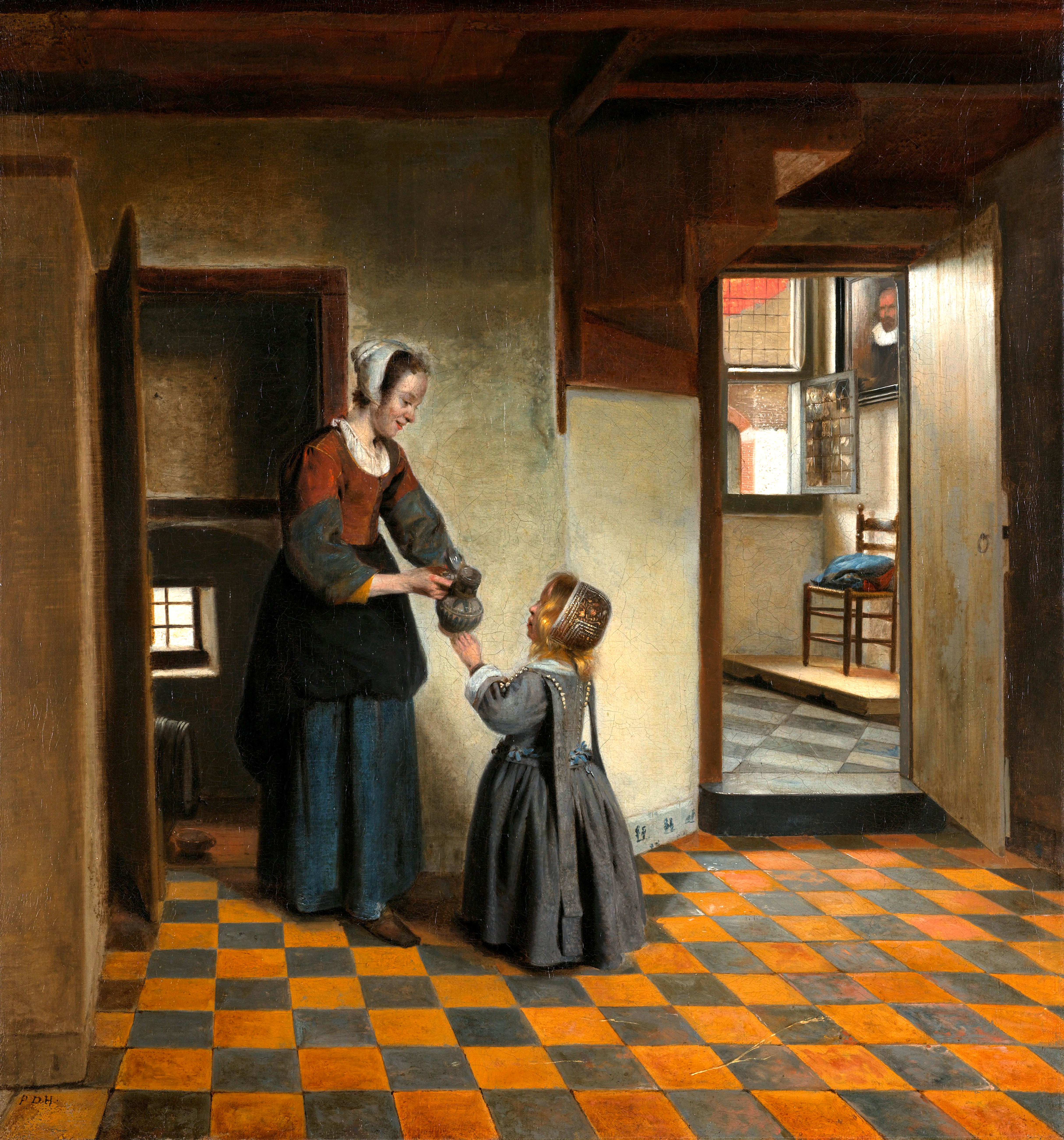
Mujer con una niña en la despensa. Museo Nacional, Ámsterdam.

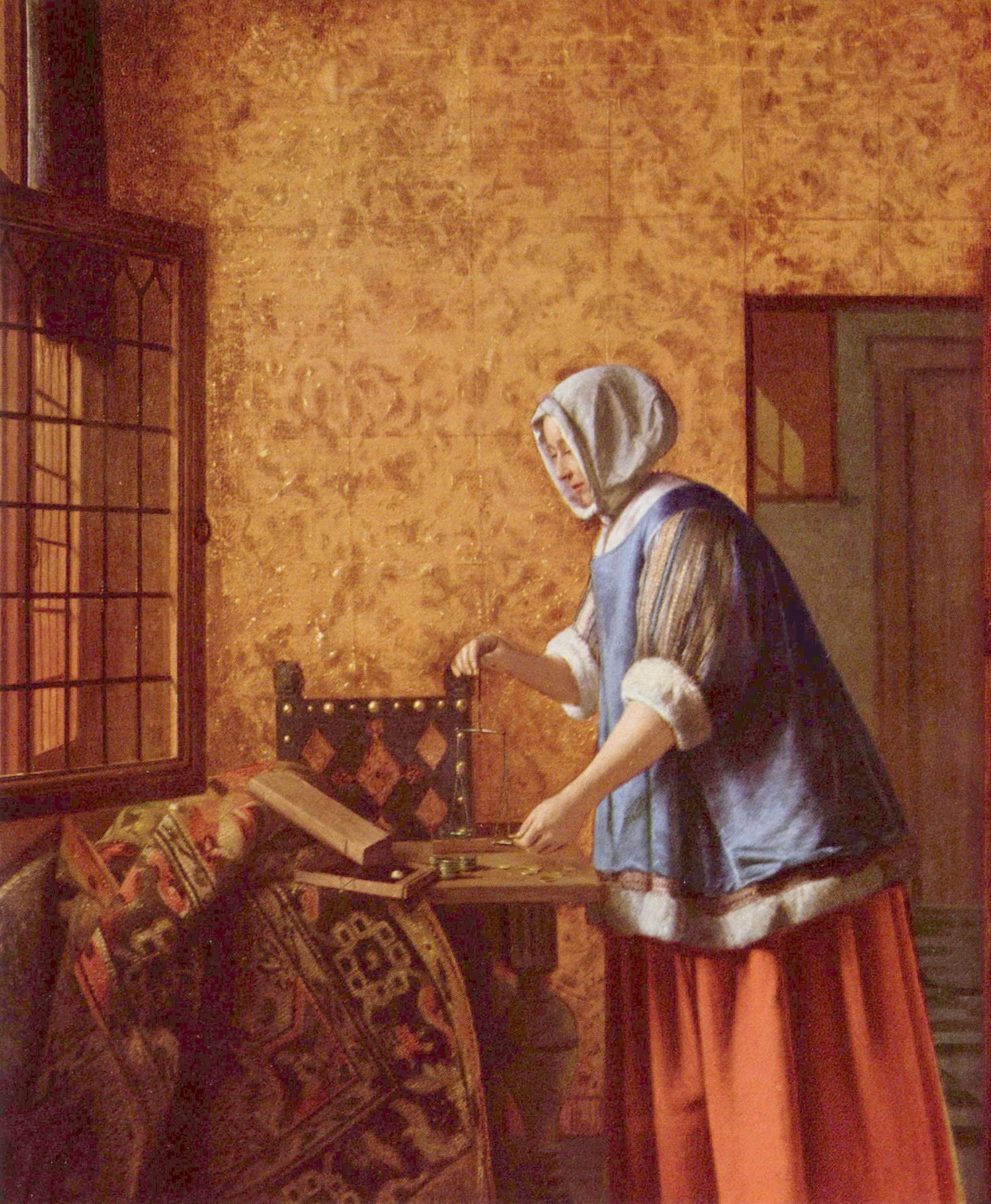
La pesadora de oro. Galería de Arte, Berlín.

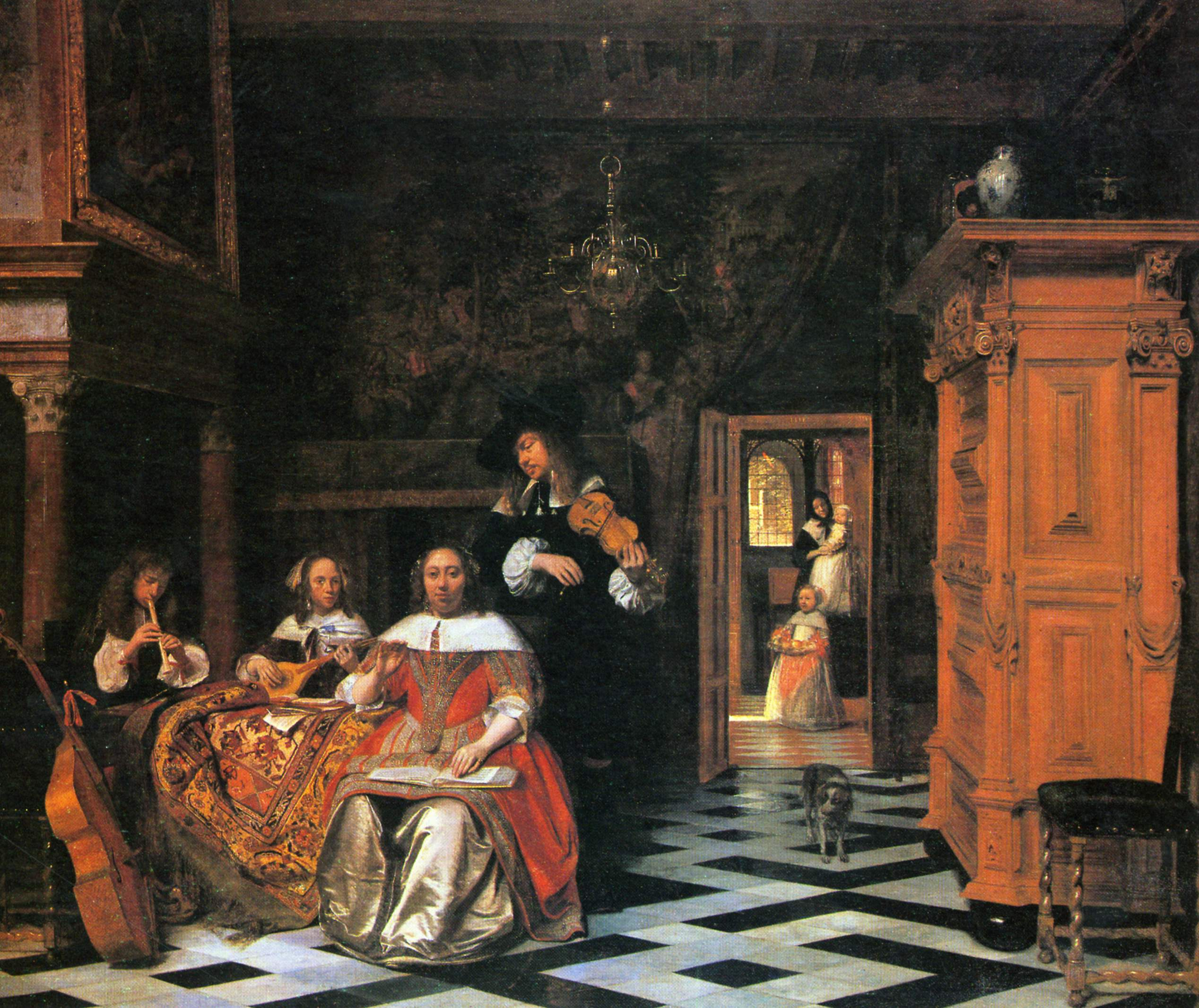
Retrato de una familia tocando música. Museo de Arte, Cleveland.

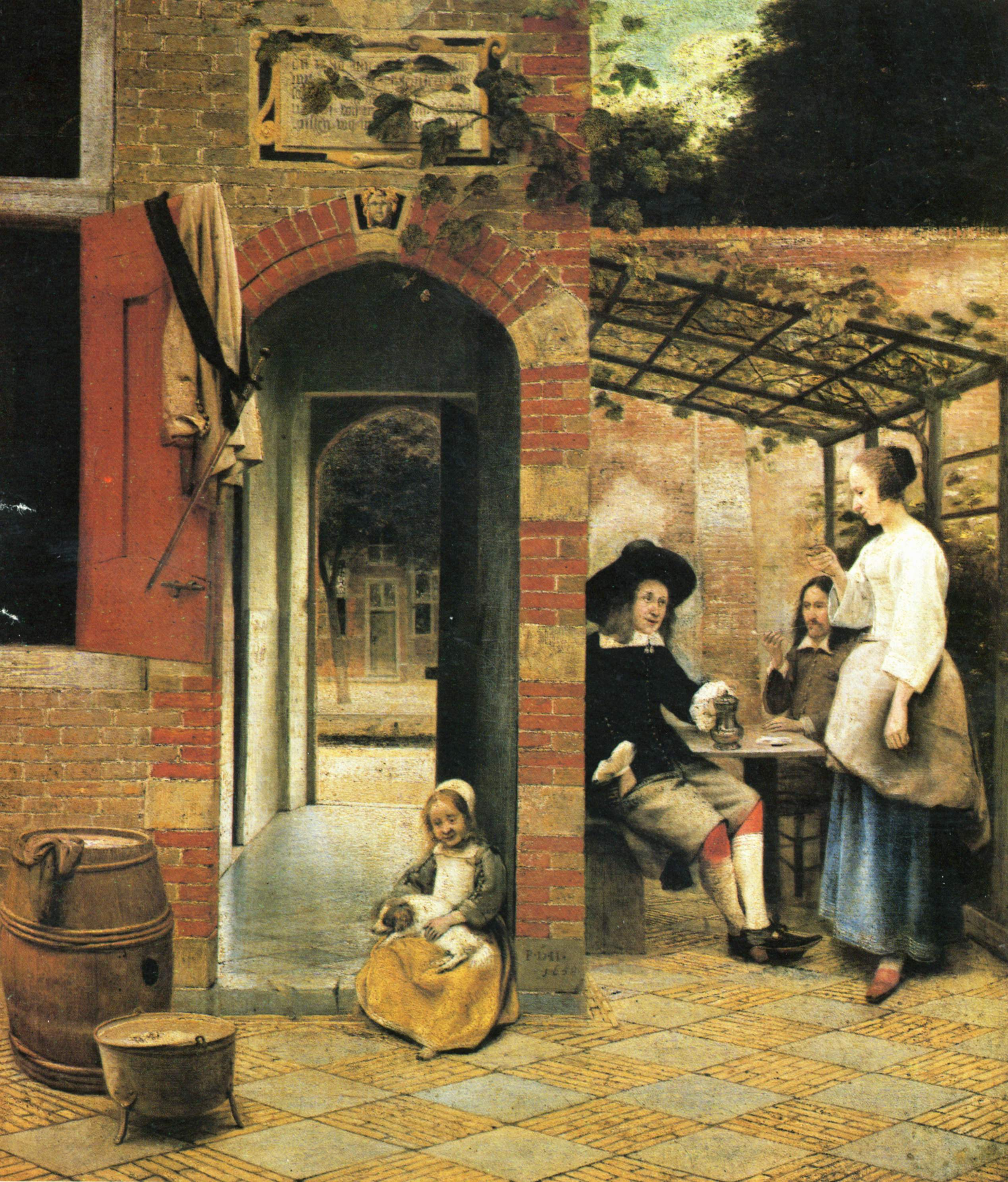
Bebedores junto al arco. Galería Nacional de Escocia, Edimburgo.

Un patio holandés, Galería Nacional de Arte, Washington D. C.

En la actualidad se atribuyen 84 pinturas a Pieter de Hooch: 
- Museo de la Historia de Ámsterdam, Ámsterdam:
  - Retrato de la familia de Jacott Hoppesack óleo sobre lienzo, 92,2x112,8 cm, (1670).
  - Interior con madre y niño o Alegría materna óleo sobre panel, 36,5x42 cm, (1665-8).
- Museo Nacional, Ámsterdam:
  - Autorretrato óleo sobre panel, 32,5x34 cm, (1640-9).
  - La madre óleo sobre lienzo, 52,5x61 cm, (sobre 1660).
  - Mujer con una niña en la despensa óleo sobre lienzo, 65x60,5 cm, (sobre 1660).
  - El armario de la ropa blanca 1663 óleo sobre lienzo, 72x77,5 cm, (1663).
  - Casa rural óleo sobre lienzo, 61x47 cm, (sobre 1665).
  - Un hombre entregando una carta a una mujer en un recibidor óleo sobre lienzo, 68x59 cm, (1670).
- Museo de Arte, Basilea:
  - Mujer con canasta de frijoles en la huerta óleo sobre lienzo, 69,5x59 cm, (sobre 1660).
- Galería de Arte, Berlín:
  - El alegre bebedor óleo sobre panel, 50x42 cm, (sobre 1650).
  - La pesadora de oro óleo sobre lienzo, 61x53 cm, (Sobre 1664).
- Museo Municipal, Berlín:
  - Madre enlazando su corpiño al lado de una cuna óleo sobre lienzo, 92x100 cm, (sobre 1659-60).
- Museo de Bellas Artes, Boston:
  - Interior de una casa holandesa óleo sobre lienzo, 57,5x69,8 cm, (sobre 1680).
- Museos Reales de Bellas Artes de Bélgica, Bruselas:
  - Alegre compañía óleo sobre lienzo, 98x112 cm.
- Museo de Bellas Artes, Budapest:
  - Mujer leyendo una carta óleo sobre lienzo, 55x55 cm, (1664).
- Museo de Arte, Cleveland:
  - Retrato de una familia tocando música óleo sobre lienzo, 98,7x116,7 cm, (1663).
- Museo Wallraf-Richartz, Colonia:
  - Pareja con loro óleo sobre lienzo, 73x62 cm, (1668).
- Instituto de Arte, Detroit:
  - Mujer amamantando a su bebé óleo sobre lienzo, 79,7x59,7 cm, (1674-6).
- Galería Nacional de Irlanda, Dublín:
  - Los jugadores de trictrac óleo sobre panel, 46x33 cm, (1652-4).
- Galería Nacional de Escocia, Edimburgo:
  - Bebedores junto al arco óleo sobre lienzo, 67x57 cm, (1658).
- Museo de Bellas Artes, Estrasburgo:
  - La salida de paseo óleo sobre lienzo (1663-5).
- Museo de Arte, Filadelfia:
  - Soldado fumando óleo sobre panel, 35,4x27 cm, (1650).
  - Una dama y un niño con una sirvienta óleo sobre lienzo, 86,2x79,7 cm, (1674-6).
  - Fiesta óleo sobre lienzo, 81,8x98,9 cm, (1675).
  - Soldados con una mucama en un granero óleo sobre panel, 54,8x69,1 cm.
- Museo de Arte, Hamburgo:
  - El mensajero del amor óleo sobre lienzo, 57x53 cm, (sobre 1670).
- Museo de Arte, Indianápolis:
  - Una fiesta musical óleo sobre lienzo, 119,4x134,9 cm.
- Galería Nacional de Arte, Karlsruhe:
  - La habitación óleo sobre lienzo, 50,8x61 cm., (sobre 1658-60).
- Museo de Artes Plásticas, Leipzig:
  - Aprendiendo a andar o La peladora de manzanas óleo sobre lienzo, 67,5x59 cm, (1668-72).
  - Compañía tocando música óleo sobre lienzo.
- Museo de Bellas Artes, Lille:
  - Joven mujer y su sirvienta óleo sobre lienzo, 65x55 cm, (sobre 1675).
- Colección Real, Windsor, Londres:
  - Jugadores de cartas lienzo, (1658).
  - Un patio en Delft con una mujer hilando óleo sobre óleo sobre lienzo, 69,2x53,4 cm, (1657-8).
  - Jugadores de cartas en una sala con iluminación natural óleo sobre lienzo, 76,2x66,1 cm, (1658).
  - Una fiesta musical óleo sobre lienzo, 52,1x58,4 cm, (1667).
- Colección Wallace, Londres:
  - Un niño trayendo pan óleo sobre lienzo, 74x59 cm, (1650-65).
  - Mujer pelando manzanas c. 1663 óleo sobre lienzo, 71x54 cm, (1662-8).
- Galería Nacional, Londres:
  - Interior de un establo óleo sobre panel de álamo, 53,5x49,7 cm, (1650).
  - Una mujer bebiendo con dos hombres óleo sobre lienzo, 73,7x64,6 cm, (sobre 1658).
  - Patio de una casa de Delft óleo sobre lienzo, 73,5x60 cm, (1658).[2]
  - Mujer y sirvienta en un patio óleo sobre lienzo, 73,7x62,6 cm, (sobre 1660).
  - Fiesta musical en un patio óleo sobre lienzo, 83,5x68,5 cm (1677).
- Museo J. Paul Getty, Los Ángeles:
  - Una mujer preparando pan con mantequilla para un niño óleo sobre lienzo, 68,26x53,02 cm, (1660-3).
- Museo de Ate del Condado, Los Ángeles:
  - Mujer dando dinero a una sirvienta óleo sobre lienzo, 73,02x66,04 cm, (1668-72).
- Museo Thyssen-Bornemisza, Madrid:
  - La sala del concejo del ayuntamiento de Ámsterdam óleo sobre lienzo, 112,5x99 cm, (1661-70).
  - Interior con una mujer cosiendo y un niño óleo sobre lienzo, 54,6x45,1 cm, (sobre 1672).
  - Interior con dos mujeres y un hombre bebiendo y comiendo ostras óleo sobre lienzo 62,5x49,5 cm, (1681).
- Galería de Arte, Mánchester:
  - Un caballero y dos damas conversando' óleo sobre lienzo, 70x61,8 cm, (1668-70).
  - Interior con una dama sentada con un perro en su regazo óleo sobre lienzo, 35,5x28,3 cm.
- Museo Ingres, Montauban:
  - Interior holandés óleo sobre panel, 30x37 cm.
- Museo Pushkin, Moscú:
  - Un niño enfermo óleo sobre lienzo, 52x61 cm, (década de 1670).
  - La mañana de un joven óleo sobre panel, 40x53 cm.
- Fundación de Arte Aurora, Nueva York:
  - Una mujer con un bebé en su regazo y un niño pequeño óleo sobre panel, 60x47 cm, (1658).
- Museo Metropolitano de Arte, Nueva York:
  - La visita óleo sobre madera, 67,9x58,4 cm, (sobre 1657).
  - Una mujer y dos hombres en un cenador óleo sobre panel, 43,2x36,5 cm, (1657-8).
  - Interior con gente óleo sobre lienzo, 58x69 cm, (1663-5).
  - La sirvienta óleo sobre lienzo, 61,5x52,1 cm.
  - El pago de la anfitriona óleo sobre lienzo, 94,6x111,1 cm, (sobre 1670).
  - Interior con joven pareja óleo sobre lienzo, 54,9x62,9 cm.
- Museo Nacional Germano, Núremberg:
  - Escena galante óleo sobre lienzo.
- Museo del Louvre, París.
  - La bebedora óleo sobre lienzo, 69x60 cm, (1658).
  - Los jugadores de cartas óleo sobre lienzo, 67x77 cm, (1663-5).
  - Patio trasero de una casa holandesa, (1650-75).
  - Patio trasero de una casa holandesa óleo sobre madera, 60x49 cm.
- Museo Boymans Van Beuningen, Róterdam:
  - El vaso vacío óleo sobre panel, 44x35 cm, (1653-4).
- Museo De Bellas Artes, San Francisco:
  - Mujer amamantando un bebé óleo sobre lienzo, 67,60x63,64 cm, (1658-60).
- Museo de Arte, San Luis:
  - Jugadores de bolos en el jardín óleo sobre lienzo, (1660-8).
- Museo del Hermitage, San Petersburgo:
  - Un hombre ofreciendo una copa de vino a una mujer óleo sobre panel, 71x59 cm, (1654-5).
  - Señora y sirvienta con un cubo, óleo sobre lienzo, 53x42 cm, (sobre 1660).[3]
  - Concierto óleo sobre lienzo, 62x53 cm., (sobre 1680).
- Museo de arte, Toledo:
  - Dos mujeres con un niño en un patio óleo sobre panel, 68x57,5 cm, (sobre 1657).
- Museo de la Fundación Bemberg, Toulouse:
  - Pareja tocando música óleo, (1673-5).
- Galería de la Academia de Artes Plásticas, Viena:
  - Familia holandesa óleo sobre lienzo, 114x97 cm, (sobre 1662).
- Museo de Historia del Arte, Viena:
  - Madre amamantando y sirvienta óleo sobre lienzo, 64x76 cm, (1670-5).
- Museo de Arte, Zúrich:
  - Dos soldados y una mujer sirviendo con un trompetista óleo sobre panel, 76x66 cm, (1654-5).
- Galería Nacional de Arte, Washington D. C.:
  - La habitación óleo sobre lienzo, 51x60 cm, (1658-60).
  - Mujer y niña en un patio óleo sobre lienzo, 73,5x66 cm, (1658-60).
  - Un patio holandés óleo sobre lienzo, 69,5x60 cm, (Sobre 1659-60).
- Colección privada:
  - Soldados jugando a las cartas óleo sobre panel, 50,5x45,7 cm, (1657-8).
  - Una mujer y un niño en un prado de secado óleo sobre lienzo, 73,5x63 cm, (1657-9).
  - El pago a la anfitriona óleo sobre lienzo, 71x63,5 cm, (1658).
  - Gente bebiendo en un patio óleo sobre lienzo montado sobre panel, 67,6x57,5 cm, (1658).
  - Jugadores de cartas en una mesa óleo sobre lienzo, 107x93 cm, (1670-4).
  - Dos caballeros y una mujer junto al fuego óleo sobre lienzo, 43,7x53,7 cm.
  - Un niño entregando una cesta a una mujer en una puerta óleo (1660-3).
  - Pareja en la mañana óleo, (1665).